# Správní vyhoštění
Správní vyhoštění je nedobrovolné ukončení pobytu cizince na území České republiky ze sankčních důvodů. Může jít o správní vyhoštění z přechodného pobytu na území, nebo o správní vyhoštění cizince s povolením k trvalému pobytu. V zákoně o pobytu cizinců je správní vyhoštění definováno jako ukončení pobytu cizince na území, které je spojeno se stanovením doby vycestování z území a doby, po kterou nelze umožnit cizinci vstup na území (tato doba je stanovena dobou platnosti rozhodnutí o vyhoštění).

## Druhy správního vyhoštění

### Správní vyhoštění z přechodného pobytu na území
Rozhodnutí o správním vyhoštění vydává policie a stanovuje dobu, po kterou cizinec nesmí vstoupit na území států Evropské unie. Cizinec je také zařazen do informačního systému států EU.
- Až na 10 let, pokud hrozí, že by cizinec ohrozil bezpečnost státu nebo pokud je nebezpečí, že bude cizinec závažně narušovat veřejný pořádek.
- Až na 5 let, pokud má doklad padělaný, kradený, nebo neplatný, pokud je zaměstnán bez oprávnění k pobytu nebo bez pracovního povolení, neporobí-li se kontrole, nebo překročí hranice státu v úkrytu či mimo hraniční přechod, porušuje-li právní předpis.
- Až na 3 roky, pokud je na území bez cestovního dokladu, bez víza, pokud nepravdivými informacemi ovlivňuje správní řízení, nebo pokud své okolí ohrožuje závažnou nemocí.[2]

### Správní vyhoštění cizince s povolením k trvalému pobytu
Policie vydává rozhodnutí o správním vyhoštění cizince a určuje dobu, po kterou mu není cizinci umožněn vstup na území ČR.
Doba vyhoštění může být 10 let pokud by cizinec mohl ohrozit bezpečnost státu, nebo pokud hrozí závažné narušování veřejného pořádku. Vyhoštění na 3 roky může být stanoveno, pokud cizinec nesplní povinnosti uložené zákonem.

## Funkce správního vyhoštění
V případech, jež jsou odůvodněné, lze stanovit dobu pro vycestování v rozmezí 7 až 60 dní. Horní hranice této lhůty je poměrně vysoká kvůli požadavkům evropského práva. Je tomu tak z důvodu návratové směrnice, v níž postačuje horní hranice lhůty pro vycestování pouhých 30 dní. Doba pro vycestování se ovšem nestanoví v případě, je-li cizinec zajištěn. V odůvodněných případech lze rozhodnutím stanovit hraniční přechod pro vycestování z území.
Správní vyhoštění tedy v podstatě znamená ukončení pobytu cizince na území České republiky na základě rozhodnutí cizinecké policie. Pokud je cizinci uděleno toto rozhodnutí, zároveň s ním se stanovuje lhůta, po kterou nesmí na území hostitelského státu pobývat. Vyhoštění není způsobem trestu za trestný čin spáchaný na území státu (viz vyhoštění), ale pojí se s porušováním pobytových předpisů v různé míře.

## Důvody správního vyhoštění
Na jejich základě vydává policie rozhodnutí o správním vyhoštění. Může se zde jednat o narušení veřejného pořádku cizincem. Také může být důvodem ohrožení veřejného zdraví. Dalšími důvody může být zaměstnání, které nesouhlasí s právními předpisy, nebo pobyt cizince na území státu bez platných dokladů k tomu příslušných. V zákoně lze také nalézt podmínky, za kterých může být vydáno různým vyjmenovaným kategoriím osob rozhodnutí o správním vyhoštění. Tato správní rozhodnutí se liší délkou působení dle závažnosti přestupku. Délka je stanovena ve lhůtách s maximálním limitem tří, pěti a deseti let.

## Odvolání proti rozhodnutí
Ve lhůtě do 5 dnů od oznámení je možno se odvolat proti rozhodnutí o vyhoštění. V případě zamítnutí odvolání je též možné do 10 dnů podat žalobu. Pokud však vyhoštěný byl na území nelegálně, nelze tuto žalobu podat.